# Łomianki Centralne
Łomianki Centralne – osiedle w mieście Łomianki, w województwie mazowieckim.
Według stanu na dzień 31 grudnia 2008 roku posiada powierzchnię 47,3 ha i 1 123 mieszkańców.
Obszarem osiedla jest obszar ograniczony:
- od zachodu granicą osiedla Łomianki Górne wzdłuż linii równoległej do ulicy Wiosennej,
- od północy granicą osiedli Łomianki Stare i Łomianki Pawłowo wzdłuż ulicy Warszawskiej,
- od wschodu granicą osiedla Łomianki Majowe wzdłuż linii równoległej do ulicy Szkolnej, biegnącej między ulicami: Szkolna i Malarska,
- od południa granicą osiedla Dąbrowa Rajska i Dąbrowa Leśna wzdłuż ulicy Kolejowej.

## Ważne miejsca

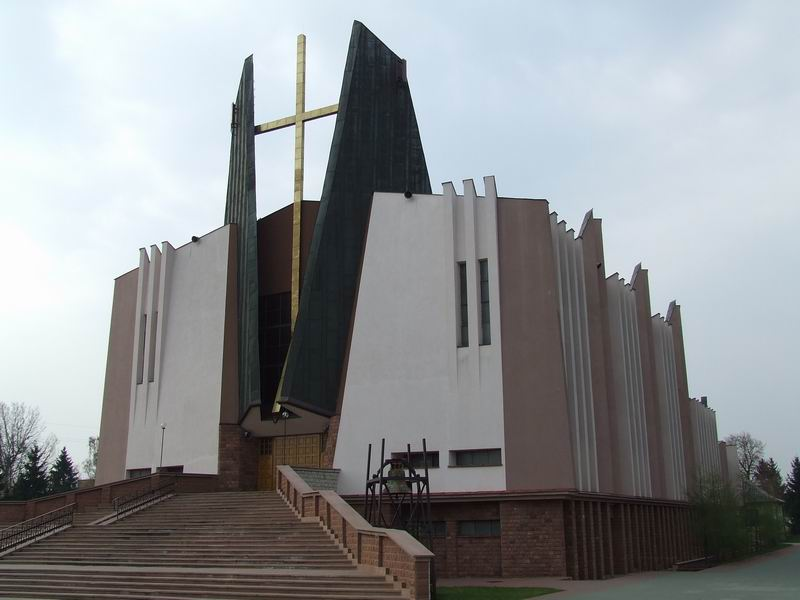
Kościół pw. św. Małgorzaty DM

- Kościół pw. św. Małgorzaty DM,
- Urząd Miejski,
- Przedszkole Samorządowe nr 1,
- Zakład Wodociągów i Kanalizacji,
- Ośrodek Zdrowia,
- Policja,
- Straż Miejska.

## Ulice osiedla
- Wiosenna
- Szpitalna
- Normatywna
- Działkowa
- Kosynierów
- Racławicka
- Maciejowicka
- Jaśminowa
- Wiślana
- Okrężna
- Malarska
- Osiedlowa
- Kolejowa
- Warszawska